# Paruroctonus
Genre
Synonymes
- Uroctonoides Hoffmann, 1931 nec Chamberlin, 1920
- Hoffmanniellius Mello-Leitão, 1934

Paruroctonus est un genre de scorpions de la famille des Vaejovidae.

## Distribution
Les espèces de ce genre se rencontrent dans l'Ouest des États-Unis, dans le Nord du Mexique et dans le Sud-Ouest du Canada.

## Liste des espèces
Selon The Scorpion Files (05/12/2023) :
- Paruroctonus ammonastes Haradon, 1984
- Paruroctonus arenicola Haradon, 1984
- Paruroctonus arnaudi Williams, 1972
- Paruroctonus baergi (Williams & Hadley, 1967)
- Paruroctonus bajae Williams, 1972
- Paruroctonus bantai (Gertsch & Soleglad, 1966)
- Paruroctonus becki (Gertsch & Allred, 1965)
- Paruroctonus boquillas Sissom & Henson, 1998
- Paruroctonus boreus (Girard, 1854)
- Paruroctonus borregoensis Williams, 1972
- Paruroctonus coahuilanus Haradon, 1985
- Paruroctonus conclusus Jain, Forbes & Esposito, 2022
- Paruroctonus gracilior (Hoffmann, 1931)
- Paruroctonus hirsutipes Haradon, 1984
- Paruroctonus luteolus (Gertsch & Soleglad, 1966)
- Paruroctonus maritimus Williams, 1987
- Paruroctonus marksi Haradon, 1984
- Paruroctonus nitidus Haradon, 1984
- Paruroctonus pecos Sissom & Francke, 1981
- Paruroctonus pseudopumilis (Williams, 1970)
- Paruroctonus shulovi (Williams, 1970)
- Paruroctonus silvestrii (Borelli, 1909)
- Paruroctonus simulatus Haradon, 1985
- Paruroctonus soda Jain, Forbes & Esposito, 2022
- Paruroctonus stahnkei (Gertsch & Soleglad, 1966)
- Paruroctonus surensis Williams & Hardon, 1980
- Paruroctonus tulare Jain, Forbes, Gorneau & Esposito, 2023
- Paruroctonus utahensis (Williams, 1968)
- Paruroctonus variabilis Hjelle, 1982
- Paruroctonus ventosus Williams, 1972
- Paruroctonus williamsi Sissom & Francke, 1981
- Paruroctonus xanthus (Gertsch & Soleglad, 1966)

## Systématique et taxinomie
Uroctonoides Hoffmann, 1931, préoccupé par Uroctonoides Chamberlin, 1920 a été remplacé par Paruroctonus par Werner en 1934, Hoffmanniellius est un nom de remplacement superflu.

## Publication originale
- Werner, 1934 : « Scorpiones und Pedipalpi. » Arachnoidea, Klassen und Ordnungen des Tierrichs, p. 1–316.